# Anna Ondrejková
Anna Ondrejková (Liptószentmiklós, 1954. április 28. –) szlovák költő.

## Élete
Munkáscsaládból származik. A tanulmányait Nagybobrócon, Liptószentmiklóson és Turócszentmártonban folytatta, könyvtári szakemberképzés  területén. A posztgraduális tanulmányok befejezése után Liptószentmiklós könyvtárában dolgozott. A közeli Nagybobrócon él. Első verseit az 1970-es évek első felétől publikálta. Az irodalom mellett színésznőként, drámaíróként és szövegíróként is dolgozik (A kis hableány Andersen motívumai alapján, A három játék Marguerite Duras legújabb feljegyzései szerint). Az irodalom és a színház mellett a képzőművészet is érdekli; illusztrációk, kollázsok és grafikák alkotója. 2010-ben a Szlovák Írói Szervezetek Szövetségének díját kapta.

## Munkássága
Első verseit 1972-től a Nové slovo (Új Szó) magazinban publikálta. Kiváló költői felkészültséggel, emberi melegséggel, a kijelentései intenzitásával és fejlett világnézettel rendelkezik. 1975-ben debütált első versgyűjteményével: Amíg a dal tart. Azóta megfogalmazta belső világát, amely nem válik el a külső valóságtól, hanem érzékenyen és gyakran fájdalmasan reagál arra. Munkái fő motívumai a szeretet (leginkább a nem teljesített és a vágyakozó), a magány és annak legyőzése, a gonosz és a világ tragédiája. A szórványos történelmi vagy irodalmi motívumokat (Trisztán és Izolda) saját, egyedi alakjává alakítja. Benne a szlovák költészet erős női személyiséggel bír, aki ragaszkodik a költészet és az élet mélységéhez.

## Művei
- Kým trvá pieseň (1975) Amíg a dal tart
- Snežná nevesta (1978) Hómenyasszony
- Plánka (1984) Terv
- Sneh alebo Smutná jabloň plná nedozretých pávov (1993)
- Nespavosť (1994) Álmatlanság
- Skoromed skorokrv (1998)
- Havrania, snová (2007)
- Izolda: sny, listy Tristanovi (2010)
- Úzkosť (2013) Szorongás
- December: Izoldine vlasy horia (2014)

## Fordítás
- Ez a szócikk részben vagy egészben  az   Anna Ondrejková című szlovák Wikipédia-szócikk ezen változatának fordításán alapul.  Az eredeti cikk szerkesztőit annak laptörténete sorolja fel. Ez a jelzés csupán a megfogalmazás eredetét és a szerzői jogokat jelzi, nem szolgál a cikkben szereplő információk forrásmegjelöléseként.